# Mihály Huszka
Mihály Huszka [ˈmihaːj ˈhuskɒ] (* 2. Juni 1933 in Csongrád; † 9. Dezember 2022) war ein ungarischer Gewichtheber.

## Karriere
Huszka Er stammt aus Csongrád und begann 1952 mit dem Gewichtheben. 1957 schaffte er den Sprung in die ungarische Nationalmannschaft der Gewichtheber, deren Trainer damals Sándor Gere war. 1959 durfte er erstmals bei einer Weltmeisterschaft starten. In den nächsten Jahren war er bei vielen internationalen Großveranstaltungen am Start und erzielte viele gute Ergebnisse. Zweimal – 1962 und 1963 – wurde er Vizeweltmeister im Mittelgewicht. 1963 unterlag er dabei Alexander Kurynow aus der Sowjetunion bei gleicher Leistung von 437,5 kg nur auf Grund des etwas höheren Körpergewichts.
Huszka emigrierte 1965 mit seiner Frau nach Österreich und versuchte seine Gewichtheberlaufbahn in Wien fortzusetzen, was ihm jedoch nicht gelang.
Er nahm daraufhin ein Angebot aus den USA an und wirkte dort jahrelang als Trainer amerikanischer Gewichtheber.

## Internationale Erfolge
(OS = Olympische Spiele, WM = Weltmeisterschaft, EM = Europameisterschaft, Le = Leichtgewicht, Mi = Mittelgewicht)
- 1959, 10. Platz, WM + EM in Warschau, Le, mit 342,5 kg, EM-Wertung: 8. Platz, Sieger:  Wiktor Buschujew, UdSSR, 385 kg vor Hakob Faradschjan, UdSSR, 370 kg
- 1960, 5. Platz, EM in Mailand, Le, mit 345,0, hinter Marian Zieliński, Polen 377,5 kg, Mustafa Jagly-Ogly, UdSSR, 375 kg und Zdeněk Otáhal, Tschechoslowakei, 355 kg
- 1960, 6. Platz, OS in Rom, Le, mit 365 kg, Sieger Buschujew, 397,5 kg vor Tan Howe Liang, Singapur, 380 kg
- 1961, unplatziert, WM + EM in Wien, durch drei Fehlversuche im Drücken
- 1962, 1. Platz, Donaupokal, Mi, mit 402,5 kg, vor Hans Zdražila, ČSSR, 372,5 kg und Albert Huser, Deutschland, 370 kg
- 1962, 2. Platz, WM + EM in Budapest, Mi, mit 420 kg, hinter Kurynow, 422,5 kg und vor Teherani, Iran, 412,5 kg
- 1963, 3. Platz, Großer Preis von Moskau, Mi, mit 410 kg, hinter Wladimir Beljajew, UdSSR, 415 kg und Zdražila, 412,5 kg
- 1963, 2. Platz, WM + EM in Stockholm, Mi, mit 437,5 kg, hinter Kurynow, 437,5 kg und vor Zdražila, 422,5 kg
- 1964, 4. Platz, EM in Leningrad, Mi, mit 400 kg, hinter Wiktor Kurenzow, UdSSR, 445 kg, Zdražila, 425 kg und Werner Dittrich, DDR, 420 kg
- 1964, 6. Platz, OS in Tokio, Mi, mit 420 kg, Sieger: Zdražila, 445 kg, vor Kurenzow, 440 kg
- 1965, 5. Platz, EM in Sofia, Mi, mit 407,5, hinter Wiktor Kurenzow, UdSSR 432,5 kg, Dittrich, 432,5 kg und Rolf Maier, Frankreich, 422,5 kg
- 1965, 1. Platz, Donaupokal in Budapest, Mi, mit 430 (145.0, 125.0, 160.0) kg, vor Zdražila, 420 kg.